# Vladimir Poliakoff
Vladimir Poliakoff (russisch Владимир Абрамович Поляков ‚Wladimir Abramowitsch Poljakow‘; geboren 1864 in Odessa, Russisches Kaiserreich; gestorben am 10. Mai 1939 in Paris) war ein Zeitungsherausgeber in Frankreich.

## Leben und Wirken

### Herkunft und Tätigkeiten in Russland
Wladimir Poljakow kam aus einer jüdischen Familie in Odessa. Der Vater Abram Gerschkowitsch besaß dort eine Süßwarenfabrik.
Wladimir wurde Geschäftsführer der Zeitung Odesskije Nowosti  (Odessaer Nachrichten).
Danach zog er nach St. Petersburg, wo er Geschäftsführer der Werbeagentur L. & E. Metzl von Ludwig und Ernst Metzl wurde. Diese vermarktete vor allem Annoncenteile in Zeitungen und war die größte ihrer Art in Russland.  Seit 1907 gab er die Zeitung Sowremennoje slowo in St. Petersburg heraus.
1918 zog die Familie nach der Oktoberrevolution in seine Heimatstadt Odessa zurück. Dort war sein Bruder Alexander Poljanow bei den Odesskije Nowosti (Odessaer Nachrichten) als Redakteur tätig.

### Emigration in Berlin und Paris
1920  emigrierte die Familie nach Paris und 1921 nach Berlin. Dort leitete er wahrscheinlich die Filiale von L. & E. Metzl.
1924 zogen sie wieder nach Paris. Dort war Vladimir Poliakoff mit Grodzinski Eigentümer der Publicité Metzl, die Annoncenteile in verschiedenen Zeitungen organisierte, darunter in Poslednije nowosti und der  Neuen Pariser Zeitung.
Außerdem war er an der Herausgabe mehrerer Publikationen beteiligt, wie der Kunstzeitschrift Jar Ptiza (Жар-птица) und der jiddischen Tageszeitung Paris Haynt.

### Herausgeber desPariser Tageblatts
Ende 1933 wurde Vladimir Poliakoff auf Bitten deutscher Journalisten Herausgeber des neuen Pariser Tageblatts. Dieses entwickelte sich schnell zur wichtigsten Tageszeitung der deutschsprachigen Emigranten in Frankreich.
Zwischen Wladimir Poliakoff und der Redaktion gab es teilweise  unterschiedliche Auffassungen über die Gestaltung des Blattes. Er war politisch gemäßigt liberal und hatte starke Aversionen gegen kommunistische Ausrichtungen nach seinen Erfahrungen in Russland, die Redaktion war wesentlich links-liberaler eingestellt, teilweise mit Nähe zur KPD. Außerdem kam es mehrmals zu erheblich verspäteten Gehaltsauszahlungen, was für die Emigranten existentiell wichtig war.
Wladimir Poliakoff hatte auch  mehr die kommerziellen Aspekte im Blick und wollte eine etwas stärkere jüdische Ausrichtung der Zeitung.
Im Juni 1936 weigerte er sich, den Vertrag des Chefredakteurs Georg Bernhard zu verlängern. Dieser war kurz zuvor in die USA abgereist und erhielt diese Nachricht durch ein Telegramm, 
Am 11. Juni 1936 wurde auf  der ersten Seite der Zeitung behauptet, Vladimir Poliakoff wolle diese zukünftig von Mitarbeitern der deutschen Botschaft in Paris finanzieren lassen und sie damit zum Organ der deutschen Politik machen. Die Ausgabe der nächsten Nummern mit seiner Rechtfertigung wurden behindert. In das Redaktionsbüro wurde eingebrochen und die Abonnentenkartei entwendet.   Sein neuer Chefredakteur Lewinsohn wurde auf der Straße verprügelt und schwer verletzt. Am 12. Juni  erschien die neue Pariser Tageszeitung durch seine bisherigen Mitarbeiter.
Wladimir Poliakoff musste das Pariser Tageblatt am 14. Juni einstellen, da die meisten Leser den Vorwürfen glaubten.
Vladimir Poliakoff klagte vor einem jüdischen Ehrengericht gegen  die Behauptungen und bekam Recht, ebenfalls vor weiteren Gerichten. Dennoch blieb sein Ansehen schwer beschädigt.
Er erkrankte und starb am 10. Mai 1939 im Alter von 75 Jahren.

### Ehe und Nachkommen
Vladimir Poliakoff war verheiratet.
Ein Sohn war Léon Poliakov, ein bedeutender Forscher und Autor auf dem Gebiet des Holocaust und Antisemitismus.